# Darksiders Genesis
Darksiders Genesis est un jeu vidéo de type Hack 'n' slash édité par THQ Nordic et développé par Airship Syndicate. Le jeu est sorti sur Stadia et Windows le 5 décembre 2019 et sur Xbox One et PlayStation 4 le 14 février 2020.
Il s'agit d'un spin-off préquel de Darksiders. Pouvant être joué à une ou deux personnes, le joueur incarne Discorde (Strife en VO) ou son frère Guerre (War en VO), deux des quatre cavaliers de l'Apocalypse.